# James Christy
James Walter Christy (1938) és un astrònom estatunidenc. Treballant a l'Observatori Naval dels Estats Units descobrí el 1978 el primer i més gran satèl·lit de Plutó, denominat Caront.
Christy notà que algunes imatges de Plutó apareixien allargades, però els estels en la mateixa imatge no. Després d'examinar altres imatges preses al llarg del temps, l'única possible explicació és que el fenomen fos causat per una lluna desconeguda orbitant Plutó.
Per a confirmar el descobriment s'observaren una sèrie d'eclipsis mutus entre ambdós cossos. Basant-se en les observacions prèvies es calcularen unes òrbites i s'hi realitzaren unes posteriores el compliment de les quals demostrava l'existència d'aquesta lluna fins llavors desconegudes.
Christy proposà el nom Caront, fent referència a Caront, el barquer de l'Éstix que portava les ànimes a l'inframón segons la mil·lenària mitologia grega.
Amb equipament més modern, com el telescopi espacial Hubble o telescopis terrestres que emprin òptica adaptativa, és possible obtenir imatges separades de Plutó i Caront.